# Blaenavon Ironworks

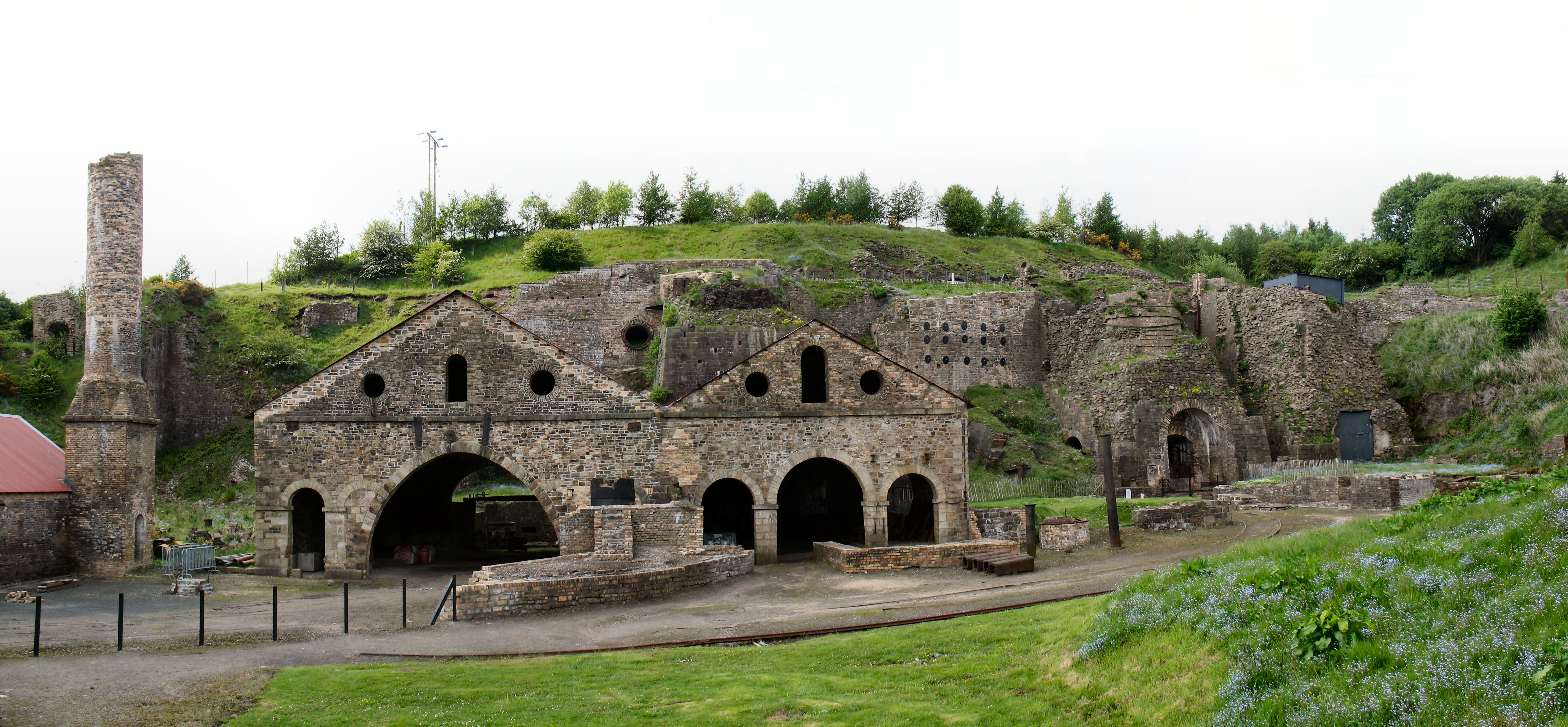
Blaenavon Ironworks

Blaenavon Ironworks ist ein Industriemuseum in Blaenavon in Wales.
Die 1789 gegründete Eisenhütte war von weltweit entscheidender Bedeutung für die Entwicklung eines Verfahrens zu Stahlerzeugung aus billigen Eisenerzen mit hohem Schwefelgehalt.
Hier haben Sidney Gilchrist Thomas und sein Vetter Percy Gilchrist die Experimente durchgeführt, welche zur Stahlerzeugung nach dem "Thomas-Verfahren" geführt haben.
Das Museum befindet sich in der Nähe von Blaenavon, in Torfaen.
Betreiber des Museums ist Cadw.
Koordinaten: 51° 46′ 35,5″ N, 3° 5′ 19,5″ W